# Angelo Galli (scultore)
Angelo Galli (Viggiù, 16 ottobre 1870 – Milano, 24 maggio 1933) è stato uno scultore e pittore italiano attivo in Lombardia tra la fine del XIX e l'inizio de XX secolo.

## Biografia
Fu pittore e scultore autore di bronzi spesso di argomento erotico.